# Ragnar Hägerström
Karl Ragnar Hägerström, född 1 oktober 1906 i Sundborns församling, Kopparbergs län, död 5 oktober 1995 i Höllvikens församling, Malmöhus län, var en svensk tidningsman, ombudsman och socialdemokratisk kommunalpolitiker. 
Hägerström var fabriksarbetare till 1932, freelancer på olika tidningar 1932–40, verkställande direktör i Söderhamns-Kuriren 1940–45, Länstidningen Östersund 1945–54 och ombudsman inom HSB 1954–62. Han var ordförande i Östersunds stads drätselkammare 1960–67, heltidsanställd från 1962.
Hägerström var även ledamot i styrelserna för Sarabolaget, Sveriges riksbanks kontor i Östersund, Västernorrlands och Jämtlands läns stadshypoteksförening, vice ordförande i Jämtlands läns bostadskreditförening, styrelseordförande i Östersunds El AB och ledamot av Jämtlands läns landstings förvaltningsutskott.